# قائمة البعثات الدبلوماسية في جمهورية الكونغو

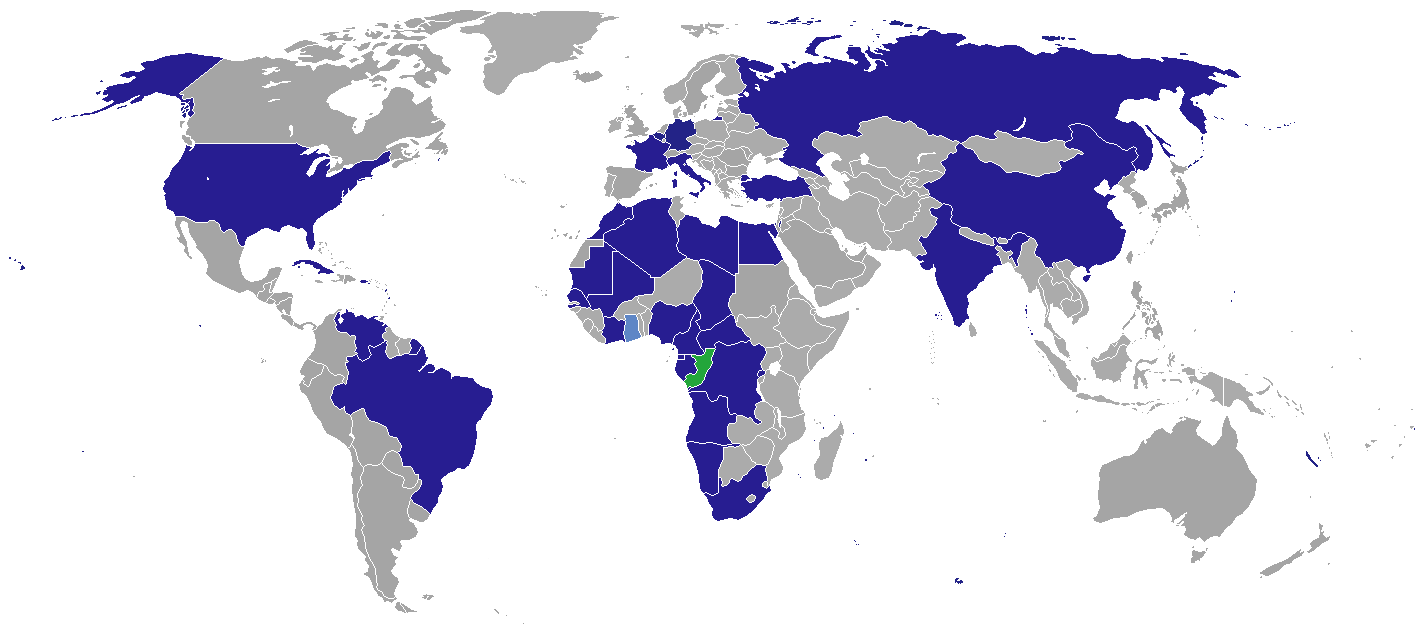
البعثات الدبلوماسية في جمهورية الكونغو

هذه قائمة بالبعثات الدبلوماسية في جمهورية الكونغو ، والمعروفة أيضًا باسم الكونغو برازافيل . في الوقت الحاضر ، تستضيف العاصمة برازافيل 32 سفارة. تعتمد عدة دول أخرى سفراء من عواصم أخرى.

## البعثات الدبلوماسية فيبرازافيل

### السفارات
- الجزائر
- أنغولا
- بلجيكا[1]
- البرازيل
- الكاميرون
- جمهورية إفريقيا الوسطى
- تشاد
- الصين
- جمهورية الكونغو
- كوبا
- مصر
- غينيا الاستوائية
- فرنسا
- الغابون
- ألمانيا
- الكرسي الرسولي
- الهند
- إيطاليا
- ليبيا
- ناميبيا
- نيجيريا
- فلسطين
- روسيا
- رواندا
- جنوب إفريقيا
- السنغال
- فرسان مالطا
- تركيا
- الولايات المتحدة
- فنزويلا

### بعثات / وفود أخرى
- الاتحاد الأوروبي (وفد)

## البعثات القنصلية

### دوليسي
- أنغولا (القنصلية العامة)[2]

### أويسو
- الكاميرون [3] (قنصلية)

### بوانت-نوار
- أنغولا (القنصلية العامة)[4]
- فرنسا (القنصلية العامة)
- السنغال (القنصلية العامة)

## السفارات غير المقيمة المعتمدة لدى جمهورية الكونغو برازافيل
مقيم في أبوجا، نيجيريا:
- الأرجنتين
- أستراليا
- التشيك[5]
- المكسيك[6]
- سيراليون
- تايلاند

مقيم في كينشاسا، جمهورية الكونغو الديمقراطية:
- كندا
- اليونان
- إيران
- اليابان[7]
- كينيا
- ليبيريا
- المغرب
- هولندا
- البرتغال
- كوريا الشمالية
- إسبانيا
- السويد
- سويسرا
- تنزانيا[8]
- تونس
- أوغندا
- المملكة المتحدة
- زامبيا
- زيمبابوي

مقيم في لواندا، أنغولا:
- بلغاريا
- موزمبيق
- النرويج
- بولندا[9]
- رومانيا
- صربيا
- فيتنام

مقيم في مدن أخرى:
- النمسا (أديس أبابا)[10]
- كرواتيا (باريس)
- الدنمارك (كوتونو)[11]
- إندونيسيا (ياوندي)
- إسرائيل (ياوندي)
- مالي (ليبرفيل)[12]
- ماليزيا (ويندهوك)
- مالطا (فاليتا)[13]
- باكستان (دار السلام (تنزانيا))
- السعودية (ليبرفيل)
- ساو تومي وبرينسيب (ليبرفيل)
- سلوفاكيا (نيروبي)[14]
- ساو تومي وبرينسيب (ليبرفيل)